# جاوا (عمان)
جاوا منطقة سكنية تقع جنوب شرقي العاصمة الأردنية عمّان. بدأ العمران في المنطقة أوائل ثمانينيات القرن العشرين وازدهر العمران الحديث فيها واخذت المناطق الزراعيه بالاندثار شيا فشيا وحلت بدل منها المباني الحديثه والاسكانات مثل اسكان اشكو وغيرها.